# 背闊肌
闊背肌（latissimus dorsi），是將手臂向下和下後拉的背部肌肉。這兩塊三角肌各有一闊端附著於脊椎和骨盆帶上，較窄的一端則在肩下延伸到肱骨。其拉丁語（及英語）名稱「latissimus dorsi」意為「背部之最寬闊者」。闊背肌可支撐舉過頭部的手臂，並將手臂從抬高的位置向下移動。如果你手臂用力向側面伸開，就會感到闊背肌的繃緊。

## 來源
- 《人體學習百科》，貓頭鷹出版社，ISBN 957-9684-11-1

## 外部連結
- 解剖學(Anatomy)-肌肉(muscle)-Latissimus Dorsi Muscle(闊背肌) （页面存档备份，存于）
- latissimus dorsi 於 GPnotebook
- Anatomy figure: 01:03-08 at Human Anatomy Online, SUNY Downstate Medical Center - "Superficial layer of the extrinsic muscles of the back."
- 橫截面圖像：pembody/body8a - 維也納醫科大學生物塑化實驗室提供